# Stefan Benzef

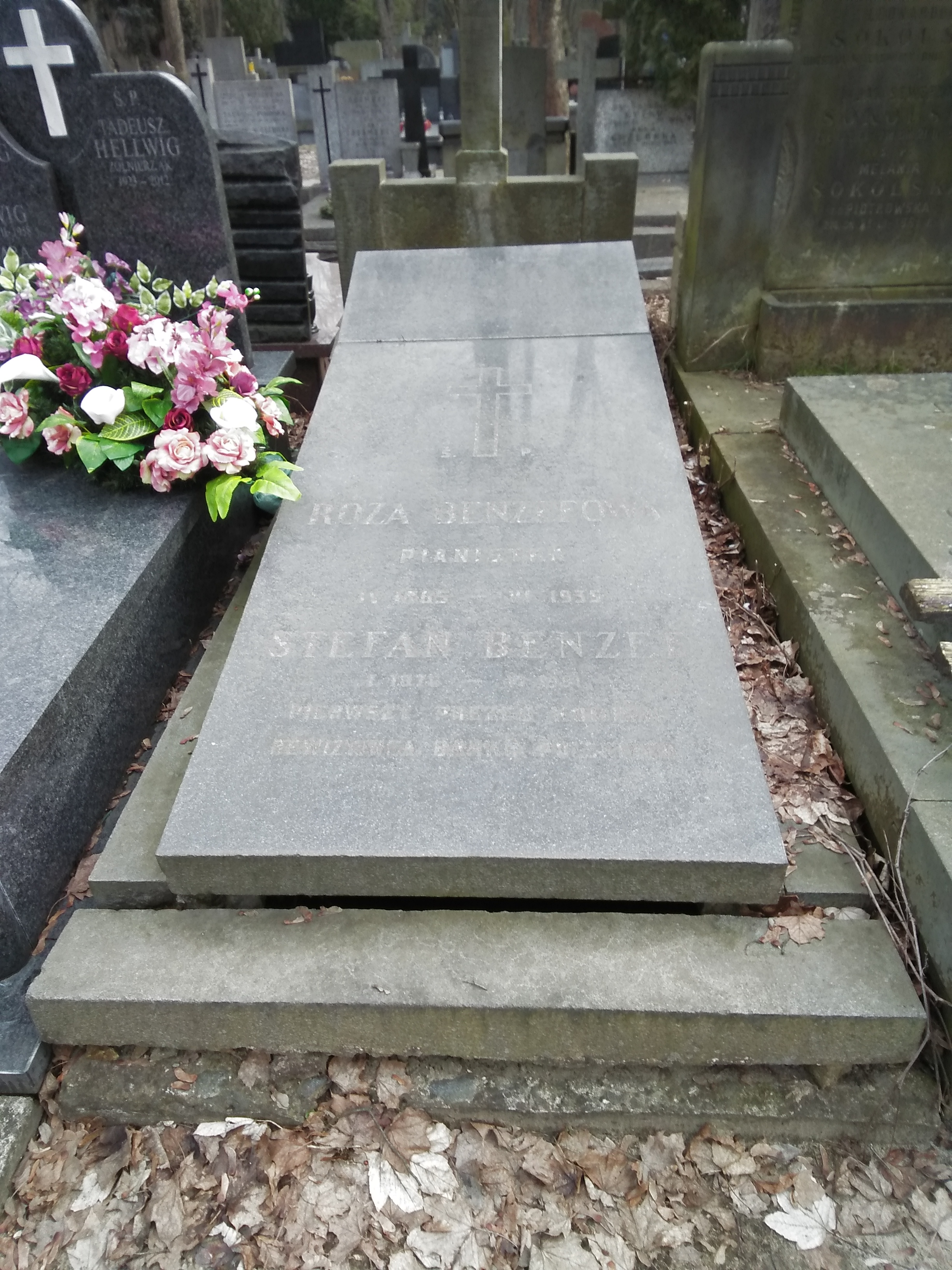
Grób Stefana Benzefa i jego żony Róży na Cmentarzu Powązkowskim

Stefan Benzef, Samuel Benzef, Samuel Stefan Benzef (ur. 31 stycznia 1876 w Warszawie, zm. 8 czerwca 1951) – polski działacz bankowy.

## Życiorys
Syn Leopolda i Doroty Nadziei. Przyjął chrzest w 1906 w kościele św. Jana w Warszawie. Pełnił funkcję prokurenta oddziału Azowsko-Dońskiego Banku Handlowego w Warszawie (Азовско-Донской коммерческий банк) (1900–1909), prezesa Warszawskiego Towarzystwa Wzajemnego Kredytu dla Handlu, Przemysłu i Rolnictwa (1909), dyrektora Banku dla Handlu i Przemysłu w Warszawie SA (1910–1925) (ponownie został prezesem i dyrektorem naczelnym w 1922). W ramach banku powstała Komisja Zapomogowa im. Stefana Benzefa. Został też wiceprezesem i zasiadł w radzie zarządzającej Polskiego Banku Reasekuracyjnego „Lechia” (1919).
Zasiadał w wielu radach nadzorczych i komisjach rewizyjnych – Bank von Danzig, Banku Polskiego, Zakładów Chemicznych „Kutno”, Polskich Zakładów „Markoni”, Polskiego Towarzystwa Elektrycznego S.A. (1926).
Pełnił cały szereg funkcji w organizacjach – gospodarczych, politycznych i charytatywnych, m.in. w Związku Banków Polski Zachodniej, Związku Banków w Polsce (do 1925). Pełnił funkcję skarbnika Komitetu Głównego Działu Polskiego na Międzynarodowej Wystawie Sztuki Dekoracyjnej 1925 w Paryżu.
Sprawował stanowiska w bilateralnych samorządach współpracy gospodarczej z zagranicą – był prezesem [Izby Handlowej Polsko-Kolumbijskiej, wiceprezesem Izby Handlowej Polsko-Rumuńskiej i Polsko-Ameryki Łacińskiej, członkiem zarządu Izby Handlowej Polsko-Belgijskiej i Polsko-Sowieckiej, prezydentem komisji rewizyjnej Izby Handlowej Polsko-Francuskiej, II wiceprezesem Izby Handlowej Polsko-Łacińsko-Amerykańskiej.
Zmarł 8 czerwca 1951 i został pochowany na Cmentarzu Powązkowskim w Warszawie (kwatera 284a wprost-4-20). W tym samym miejscu spoczęła jego żona (od 26 kwietnia 1906), pianistka Róża z Rozenbaumów (1885–1935), z którą miał dwie córki.

## Ordery i odznaczenia
- Krzyż Komandorski Orderu Odrodzenia Polski (2 maja 1924)[20][21]
- Złoty Krzyż Zasługi[18]
- Krzyż „Pro Ecclesia et Pontifice” (Stolica Apostolska)[18]